# Kibblesworth
Kibblesworth – wieś w Anglii, w hrabstwie ceremonialnym Tyne and Wear, w dystrykcie metropolitalnym Gateshead. Leży 8 km na południe od centrum Newcastle i 390 km na północ od Londynu.